# Nova Aliança (Bíblia)
Nova Aliança (hebraico ברית חדשה; grego διαθήκη καινή, transliterado neolatino kaine diatheke = "nova aliança" ou "novo pacto") é um termo bíblico originariamente escrito pelo profeta Jeremias, na Bíblia hebraica, cuja interpretação, em hermenêutica bíblica, no contexto da Nova Aliança ou Novo Testamento é, muitas vezes, considerada como um prenúncio de destino final, escatológico, da Humanidade, ou advento da Era Messiânica ou estabelecimento do Reino de Deus. Esse prenúncio veterotestamentário, notadamente pelos profetas de Yahweh Deus (Isaías, Jeremias e mais) confirmam esse entendimento da Nova Aliança.

## Cristianismo
Os cristãos, de modo praticamente geral e pacífico, creem que a Nova Aliança prometida foi instituída na Última Ceia como parte da Ceia do Senhor Jesus Cristo, a qual, no Evangelho de João, inclui o Novo Mandamento (Jo 13:34,35).
Maioria dos biblistas e estudiosos e teólogos cristãos considera que a passagem-chave do Novo Testamento para o estabelecimento e o fortalecimento do conceito cristão da Nova Aliança é o capítulo 8 da Carta aos Hebreus (Hb 8), uma parte do qual está apresentado a seguir:
" (6) Contudo, agora, Jesus recebeu um ministério ainda mais excelente que o dos sacerdotes, assim como também a Aliança da qual Ele é o mediador; aliança muito superior à antiga, pois que é fundamentada em promessas excelsas. (7) Ora, se aquela primeira aliança não tivesse imperfeições, não seria necessário buscar lugar para a segunda. (8) Porquanto Ele declara, repreendendo o povo por suas faltas: ' Dias virão, diz o Senhor Yahweh Deus, em que Eu estabelecerei com a Casa de Israel e com a Casa de Judá uma Nova Aliança. (9) Não conforme a Aliança que fiz com seus antepassados, no dia em que os tomei pela mão, para os conduzir até fora da terra do Egito; pois eles não continuaram na Minha Aliança, e Eu me afastei deles', assevera o Senhor! (10) 'Esta é a aliança que farei com a casa de Israel, passados aqueles dias', garante o Senhor. 'Gravarei as minhas leis na sua mente e as escreverei em seu coração. Eu lhes serei Deus, e eles serão o meu povo, (11) ninguém jamais precisará ensinar o seu próximo, nem o seu irmão, dizendo: 'Conhece ao Senhor', porque todos Me conhecerão, desde o menor deles até o maior. (12) Pois Eu lhes perdoarei a malignidade e não me permitirei lembrar mais dos seus pecados'. (13) Ao proclamar 'Nova' esta aliança, Ele transformou em antiquada a primeira. E o que se torna superado e envelhecido, está próximo do aniquilamento. "
Essa declaração completa, com citações equivalentes de outras partes do Novo Testamento — a refletir o que os autores do Novo Testamento e líderes cristãos em geral admitem — admissibilidade de Jr 31:31-34 ser um centro profético da Nova Aliança. Aqui é o texto-chave:
" (31) 'Dias virão', afirma o SENHOR, 'quando estabelecerei uma Nova Aliança com a Casa de Israel e a Casa de Judá. (32) Não será como a Aliança que firmei com seus antepassados quando os tomei pela mão para tirá-los do Egito, pois eles não honraram o meu pacto, mesmo sendo Eu o Marido Divino deles!' assevera Yahweh. (33) 'Eis, no entanto, a Aliança que celebrarei com a comunidade de Israel passados aqueles dias', afirma o SENHOR: 'Registrarei o conteúdo da minha Torá, Lei, na mente deles e a escreverei no mais íntimo dos seus sentimentos: seus corações. Assim, serei de fato o Deus deles e eles serão o meu povo! (34) Ninguém mais terá a necessidade de orientar o seu próximo nem seu irmão, pregando: 'Eis que precisas conhecer quem é Yahweh, o SENHOR!', porquanto Eu serei conhecido no interior do ser de cada pessoa, desde os mais jovens até os idosos, dos mais pobres aos mais ricos.', garante o SENHOR. 'Porque Eu mesmo lhes perdoarei a malignidade e não me permitirei recordar mais dos seus erros e pecados!' "
Adicionalmente, a mesma Carta aos Hebreus (Hb 9:15-28) contém o ensinamento bíblico complementar ao de Hebreus 8 e Jeremias 31, ao declarar que:
" (15) Exatamente por esse motivo, Cristo é o Mediador de uma Nova Aliança para que todos aqueles que são chamados recebam a Promessa da herança eterna, visto que Ele morreu como resgate por todas as transgressões cometidas durante o período em que vigorava a primeira aliança. (16) No caso de um testamento, é imperioso que se comprove a morte daquele que o determinou; (17) porquanto, um testamento só tem validade legal após a confirmação da morte do testador, considerando que não poderá entrar em pleno vigor enquanto estiver vivo quem o fez. (18) Por essa razão, nem a primeira aliança foi sancionada sem sangue, (19) tendo em vista que, depois de proclamar todos os mandamentos da Lei a todo o povo, Moisés levou sangue de novilhos e de bodes, e também água, lã vermelha e ramos de hissopo, e aspergiu sobre o livro e toda a população, declarando: (20) 'Este é o sangue da aliança, a qual Deus ordenou para obedecerdes'. (21) E procedeu da mesma maneira, aspergindo com o sangue o próprio tabernáculo e todos os utensílios usados nas cerimônias sagradas. (22) De fato, conforme a Lei, quase todas as coisas são purificadas com sangue, e sem derramamento de sangue não pode haver absolvição! (23) Portanto, fez-se necessário que as representações das construções que estão no céu fossem purificadas mediante tais sacrifícios, mas os próprios elementos celestiais, por meio de sacrifícios muito superiores a esses. (24) Pois Cristo não adentrou a um santuário erguido por mãos humanas, uma simples ilustração do que é verdadeiro; Ele entrou nos céus, para agora se apresentar diante de Deus em nosso benefício; (25) Ele também não se ofereceu muitas vezes, como procede o sumo sacerdote que entra no 'Santo dos Santos' de ano em ano portando sangue alheio. (26) Ora, se assim fosse, seria necessário que Cristo sofresse muitas vezes, desde o início do mundo. Mas agora Ele manifestou-se de uma vez por todas, no final dos tempos, para aniquilar o pecado por intermédio do sacrifício de si mesmo. (27) E, assim como aos homens está ordenado morrer uma só vez, vindo, depois disso o Juízo, (28) assim também Cristo foi oferecido em sacrifício uma única vez, para tirar os pecados de muitas pessoas; e aparecerá segunda vez, não mais para eximir o pecado, mas para brindar salvação a todos que o aguardam! "
Com base nesses ensinos bíblicos, quase todos os cristãos, de várias confissões, denominações, igrejas ou ministérios cristãos não católicos (protestantes) creem que a Nova Aliança entrou em vigor com a morte de Jesus Cristo. Essa também é a visão dos cristãos católicos, que têm, no "comentário aos católicos romanos", de A Nova Bíblia Americana, a afirmação de que "Cristo Jesus é O Testador cuja morte efetuou Sua Vontade". Os cristãos, portanto, em maioria inconteste, creem que Jesus Cristo é O Autor e O Mediador da Nova Aliança, e que O Sangue de Cristo derramado em Sua crucificação é O Sangue exigido da Nova Aliança.
Alguns cristãos dizem que há muitas passagens sobre Nova Aliança, sem esse termo. Certas passagens referem "aliança de paz"; outras dizem só "aliança", mas o contexto — dizem — pode implicar a Nova Aliança em questão; outros alegam ser metafórica a expressão e dizem que "Monte Sião" é metáfora para Nova Aliança.
Outras visões escatológicas têm outra ideia sobre a Nova Aliança. Algumas concebem-na como "todo-abrangente, universal, alcançando a todos, independentemente de sua aceitação a Jesus Cristo, ou mesmo de permanência em Sua ordenança". Porém, essa não é a orientação bíblica evangélica, conforme João 15:1-7:
" (1)Eu Sou a Videira Verdadeira, e Meu Pai é o Agricultor. (2) Todo ramo que, estando em Mim, não dá fruto, Ele o retira; e todo ramo que, estando em Mim, dá fruto, Ele o poda e o limpa, para que dê mais fruto ainda. (3) Vós já estais limpos, pela Palavra que Eu vos tenho transmitido. (4) Permanecei em Mim, e Eu permanecerei em vós. Nenhum ramo pode produzir fruto por si mesmo, se não estiver ligado à Videira. Vós igualmente não podeis dar fruto por vós mesmos, se não permanecerdes unidos a Mim. (5) Eu Sou a videira, vós os ramos. Aquele que permanece em mim, e Eu nele, esse dará muito fruto; pois sem mim não podeis realizar obra alguma. (6) Se alguém não permanecer em mim, será como o ramo que é jogado fora e seca. Então, esses ramos são juntados, lançados ao fogo e queimados. (7) Se permanecerdes em mim, e as minhas palavras permanecerem em vós, pedireis o que desejardes, e vos será concedido. "

### Textos do Novo Testamento
A ocorrência da expressão "nova aliança" varia em inglês traduções do Novo Testamento em grego. A Versão King James , por vezes, utiliza "testamento", para a "aliança" com as palavras "nova aliança" juntos, ocorrendo apenas em Hebreus 8:8, Hebreus 8:13 e Hebreus 12:24 enquanto que na Nova Versão Internacional "nova aliança" ocorre em Lucas 22:20, 1 Coríntios 11:25, 2 Coríntios 3:6, Hebreus 8:8, Hebreus 9:15 e Hebreus 12:24 como uma tradução de alguma forma de διαθήκη e καινός ou νέας.
Lucas 22:17-20 (parte da Última Ceia) é disputada. Seis formas de o texto ter sido identificado, por exemplo, o Western de tipo de texto , como o Códice Beza omitir versos, 19b–20.
O Daniel 9:27 comentário encontrado no 1599 Genebra Bíblia conecta o versículo com a NKJV tradução de Mateus 26:28. Nesta interpretação, o Anjo Gabriel revela o Novo Pacto de Sangue do Messias, que é o cumprimento da Promessa Abraâmica que através de Abraão's semente todas as nações seriam abençoadas. Gálatas 3:16, 26-29 

### Visão cristã
Do ponto de vista Cristão da Nova Aliança, uma nova relação entre Deus e os seres humanos, mediada por Jesus que, necessariamente, inclui todas as pessoas, , tanto Judeus e Gentios, sobre sincera declaração de que a pessoa crê em Jesus Cristo como Senhor e Deus. A Nova Aliança também quebra a maldição de geração do pecado original em todos os filhos de Adão, se eles acreditam em Jesus Cristo, depois que as pessoas são julgadas por seus próprios pecados, que está previsto para acontecer com a segunda chegada de Jesus Cristo.
29 Naqueles dias não mais dirão: Os pais comeram uma uva azeda, e os dentes das crianças estão amargurados. 30 Cada um, porém, morrerá pela sua própria iniquidade: todo homem que comer a uva amarga, os seus dentes serão endurecidos. 31 Eis que vêm os dias, diz o Senhor, em que farei um pacto novo com a casa de Israel e com a casa de Judá.Jeremias 31:29–31
Assim como o Apóstolo Paulo aconselha que o Pacto Mosaico de Sinai em si não impedir os Judeus de pecar e morrer, e não é dado aos Gentios (apenas o Noahic convênio é único em aplicar para toda a humanidade), os Cristãos acreditam que a Nova Aliança termina o pecado original e a morte por todo aquele que se torna um Cristão e não pode ser simplesmente uma renovação da Aliança Mosaica, pois aparentemente realiza coisas novas. Consulte tipos de Supersessionism para obter detalhes.
Também se baseia muito no que Paulo escreveu, um dispensacionalista visão Cristã da natureza de Israel é que é principalmente espiritual nação composta de Judeus que afirmam que Jesus como o seu Messias, bem como crentes Gentios que, através da Nova Aliança foram enxertados em as promessas feitas aos Israelitas. Este o Israel espiritual é baseado na fé do patriarca Abraão (antes ele era circuncidado), que foi ministrado pelo sacerdócio de Melquisedeque, que é entendida como um tipo de fé Cristã, de acreditar em Jesus Cristo e Senhor, na ordem de Melquisedeque. O Apóstolo Paulo diz que ele não é "filhos da carne" quem são os filhos de Deus, mas os filhos da promessa".
" 6 Não é como se a palavra de Deus não tivesse efeito algum. Pois nem todos eles são Israel, que são de Israel: 7 nem são descendentes de Abraão; são todos filhos; mas, em Isaque cairá a tua semente." . chamado 8 Ou seja, eles que são os filhos da carne, estes não são os filhos de Deus, mas os filhos da promessa são contados como descendência ".Romanos 9:6–8

### Membros
Entre os Cristãos, há diferenças significativas sobre a questão da filiação na Nova Aliança. Essas diferenças podem ser tão graves que forma a principal razão para a divisão, por exemplo, o denominacionalismo. Denominações cristãs existem por causa da sua resposta a esta pergunta. A primeira grande divisão é entre aqueles que acreditam que só os crentes são membros da Nova Aliança, e (o que reflecte a ideia de que o Judeu convênios, nacionais ou comunitários de convênios) aqueles que acreditam que os crentes e seus filhos são membros da Nova Aliança.
Estas diferenças dão origem a diferentes pontos de vista sobre se as crianças podem ser batizado: o credobaptist vista e o paedobaptist vista. Secundariamente, há diferenças entre paedobaptists como a natureza da adesão de crianças no convênio.

### Conhecimento sobre Deus
Outra diferença está entre aqueles que acreditam que o Novo Convênio tenha já substancialmente chegou (Preterists), e que este conhecimento de Deus que o membro da Nova Aliança tem é principalmente salvífica de conhecimento; e aqueles que acreditam que a Nova Aliança tem ainda não substancialmente chegou, mas na Segunda Vinda, e que esse conhecimento é o conhecimento mais completo, o que significa um membro da Nova Aliança não tem mais para ser ensinado nada sobre a vida Cristã (não só que a falta de necessidade de exortação sobre salvífica de reconciliação com Deus).
Esta divisão não só quebrar para baixo ao longo Judeu v. Cristã linhas (como o anterior fez diferença). Em geral, aqueles que são mais propensos a se inclinar em direção a "ver já", ou salvífica de conhecimento da vista, são aqueles Cristãos que não crêem no indivisível Igreja (o indivisível Igreja é uma crença dos Católicos e Ortodoxos) e os Cristãos, que a prática do crente batismo, porque ambos acreditam que a Nova Aliança é mais presente realidade do que a realidade futura. Também, em geral, aqueles que se inclinam para o "ainda não vista", ou o conhecimento completo de vista, a prática do batismo infantil para pactual razões, e dispensationalistic Cristãos (mesmo que eles tendem a prática do crente batismo), porque eles acreditam que a Nova Aliança é mais futuro a realidade do que a realidade presente.

### Supersessionismo
Supersessionismo é a visão de que a Nova Aliança substitui, cumpre ou completa de Deus antes de convênios com os Israelitas. As alternativas mais comuns para Supersessionismo são revogação da antiga aliança leis e dupla teologia do pacto.
Escritores que rejeitam a noção de Supersessionismo incluem Michael J. Vlach, Walter Brueggemann, Roland Edmund Murphy, Jacques B. Doukhan.

## Judaísmo
A única referência na Bíblia hebraica que usa a expressão "nova aliança" é encontrado em Jeremias 31:31–34:
"31 Eis que os dias vêm, diz o SENHOR, em que farei um pacto novo com a casa de Israel e com a casa de Judá; 32 não segundo o pacto que fiz com os pais no dia em que estendi -los pela mão para tirá-los da terra do Egito, pois eles quebraram o meu pacto, embora eu fosse um senhor deles, diz o Senhor.33 Mas esta é a aliança que farei com a casa de Israel depois daqueles. dias, diz o Senhor, porei a minha lei no seu interior, e no seu coração a escreverei, e serei o seu Deus e eles serão o meu povo, 34 e eles nunca mais ensinarão o seu próximo. e cada um de seus irmãos, dizendo: Conhecei ao SENHOR, pois todos me conhecerão, desde o menor até ao maior deles, diz o SENHOR, porque eu perdoarei a sua iniqüidade.e seu pecado não me lembrarei mais.
Este profeta, a palavra refere-se a era Messiânica (ou Mundo), em que o eterno pacto Mosaico com Israel será confirmado. Deste Mosaico aliança entre Deus e Israel, o Shabat é declarado para ser o sinal para sempre (Êxodo 31:13–17). O Tanakh descreve o Shabat como tendo o propósito como um "sabor" de Olam Haba (mundo vindouro, a vida Futura), após a era Messiânica ( Fim dos Dias).
A visão Judaica da mera expressão "nova aliança" não é mais do que um renovado compromisso nacional para cumprir as leis de Deus. Nesta visão, a palavra de novo não se refere a um novo compromisso que substitui um anterior, mas ao invés de um adicional e maior nível de comprometimento.
Porque os Judeus ler o pacto Mosaico aplicar-se apenas aos Judeus e qualquer Nova Aliança apenas um reforço das já existentes, os Judeus não ver esta frase como relevantes em qualquer forma de não-Judeus. Para os não-Judeus, o Judaísmo defende a pré-Sinaítico Sete Leis de Noé. "Ao contrário do Cristianismo, o Judaísmo não negar a salvação para aqueles fora de seu rebanho, para, de acordo com a lei Judaica, todos os não-Judeus que observam o Noahide leis vai participar na salvação e as recompensas do mundo vindouro".
Em 1962 trabalho Profetas Abraham Joshua Heschel aponta que a profecia não é o único instrumento de Deus para mudar o coração de Israel, para que saibam que ele é Deus. Ele conta como o profeta Jeremias reclama que Israel é circuncidado no corpo, mas "incircuncisos de coração" (9:26), que Jeremias diz que "lava o teu coração da malícia" (4:14). Heschel análises que, enquanto o profeta só pode dar a Israel uma nova palavra, é o próprio Deus que irá dar ao homem um novo coração: A "nova aliança", vai realizar a transformação completa de cada indivíduo.
Comparar com:
19 E lhes darei um coração, e porei nele um novo espírito, e tirarei o coração de pedra da sua carne e lhes darei um coração de carne; 20 para que andem nos meus estatutos, guarda as minhas ordenanças, e faça-as, e elas serão o meu povo, e eu serei o seu Deus ”.Ezequiel 11:19–20
e desprezeis a ti mesmo aos teus olhos pelas vossas iniquidades e pelas vossas abominações. 32 Não é por amor de vós que eu faço isto, diz o Senhor Deus, seja ele conhecido; envergonhe-se e confunda-se por vossos caminhos, ó casa de Israel. "Ezequiel 36:26–32
A Enciclopédia Judaica"s "Novo Testamento", o artigo afirma:
"A ideia da nova aliança é baseada principalmente em Jeremias 31: 31-34 ( compare Hebreus 8: 6-13 , 10:16 ). Que as palavras do profeta não implicam uma revogação da Lei é evidenciada por sua declaração enfática da imutabilidade da aliança com Israel ( Jeremias 31: 35-36 ; comp. 33:25 ), ele obviamente buscou uma renovação da Lei por meio da regeneração dos corações das pessoas. "(Jeremias 31:35–36; comp. Jeremias 33:25); he obviously looked for a renewal of the Law through a regeneration of the hearts of the people."
Ele é mencionado várias vezes na Mishná e o Talmude, e que tinha sido usado extensivamente na cabalística literatura devido a gematria valor de 135 sendo igual à palavra HaSinai (הסיני) em Gênesis 10:17. Brit também tem o valor numérico de 612, que é sugerido por alguns para dizer que ele é o 'primeiro' mitzvah o que é verdade para os Judeus do ciclo de vida. A outra é em relação ao mérito da Ruth sendo um ancestral do Rei Davi, com o nome de ter de novo mesmo gematria como Brit, ligando Davídica convênio com que de todas as anteriores, uma vez que Rute era uma Moabita , por nascimento, e relacionadas com Noé também.